# Zweites Wohnungsbaugesetz
Das Zweite Wohnungsbaugesetz, amtlicher Name Wohnungsbau- und Familienheimgesetz (II. WoBauG) war ab 1956 Grundlage des Sozialen Wohnungsbaus in Deutschland. Es ersetzte das Erste Wohnungsbaugesetz aus dem Jahr 1950.

## Ziele
Ziel des Gesetzes war nach § 1 (2), „die Wohnungsnot [...] zu beseitigen und zugleich weite Kreise des Volkes durch Bildung von Einzeleigentum [...] mit dem Grund und Boden zu verbinden.“ Es wurden somit drei Ziele verfolgt:
1. die Vermehrung des Wohnungsbestandes insbesondere in Regionen mit Wohnungsmangel,
2. die Versorgung von Bevölkerungsschichten mit Wohnraum, die sich aus eigener Kraft nicht angemessen versorgen können, und
3. die Förderung von Wohneigentum.

Das Erste Wohnungsbaugesetz nannte noch als konkretes Ziel die Schaffung von 1,8 Millionen Sozialwohnungen bis 1956. Das Zweite Wohnbaugesetz hatte das Ziel 1,8 Millionen Wohnungen von 1957 bis 1962 zu schaffen.
Das Gesetz folgte dem Paradigma, dass der Markt allein aufgrund der Besonderheiten des Gutes „Wohnung“ nicht für eine ausreichende Versorgung der Bevölkerung mit Wohnraum sorgen kann, und dass es Bevölkerungsgruppen gibt, die entweder wegen ihres geringen Einkommens, wegen ihrer Zugehörigkeit zu einer sozialen Randgruppe (Behinderte) oder wegen ihres niedrigen sozialen Prestiges (Ausländer) Diskriminierungen auf dem freien Wohnungsmarkt ausgesetzt sind.

## Arten der Förderung
Aus dem Ersten Wohnungsbaugesetz übernommen wurde die Dreiteilung des Wohnungsbaus in drei Säulen:
- öffentlich geförderter Wohnungsbau (sogenannter erster Förderweg): Der Bau von Familienheimen, Eigentumswohnungen und Mietwohnungen wurde aus öffentlichen Mitteln gefördert, wenn die Wohnungsnutzer bestimmte Einkommensgrenzen nicht überschritten. Der Vermieter durfte im Gegenzug nur die sogenannte Kostenmiete verlangen.
- steuerbegünstigter Wohnungsbau: Wohnungen konnten für höchstens zehn Jahre von der Grundsteuer befreit werden, wenn sie die Wohnungsgrößen des Gesetzes um nicht mehr als 20 Prozent überschritten. Der Mieter konnte sich auf die Erhebung höchstens der Kostenmiete berufen, wenn diese überschritten war, darüber hinaus waren Mieterhöhungen durch das Gesetz zur Regelung der Miethöhe (MHG) begrenzt. 1965 wurde eine staatliche Förderung eingeführt, die hauptsächlich Eigenheimbesitzern zugutekam und auch zweiter Förderweg genannt wurde.
- frei finanzierter Wohnungsbau, der keine Zuschüsse aus staatlichen Mitteln erhielt. Auf Mietverhältnisse aus dem frei finanzierten Wohnungsbau fanden die Vorschriften über eine Preisbildung keine Anwendung (Marktmiete).

Die öffentliche Förderung wurde nach dem Willen des Gesetzgebers von Bund und Ländern gemeinsam geleistet; der Bund stellte hierzu nach Art. 104a GG den Ländern erhebliche Finanzmittel zur Verfügung. Im Laufe der Zeit mussten jedoch auch die Gemeinden erhebliche Mittel aufwenden, um die von den Ländern vorgeschriebene Kostenmiete bei Neubauten erreichen zu können. Die Fördermittel konnten als Kapitalsubvention (zinsvergünstigte Darlehen zur Finanzierung des Bauvorhabens) und als Ertragssubvention (Darlehen zur Deckung der Tilgungsraten und der laufenden Kosten der Wohnung) geleistet werden.
Der Vermieter durfte öffentlich geförderte Wohnungen nur an solche Personen vermieten, deren Einkommen bestimmte Grenzen nicht überschritt und die von der Haushaltsgröße zum Bezug einer Wohnung der entsprechenden Größe berechtigt waren, was durch einen Wohnberechtigungsschein nachgewiesen werden musste. Der Vermieter hatte aber auch bei öffentlich geförderten Wohnungen ein Entscheidungsrecht, ob er dem Mieter die Wohnung vermietet, eine Zwangsbewirtschaftung von Sozialwohnungen fand nicht statt.

## Sich ab den 80ern abzeichnende Mängel
Das Zweite Wohnungsbaugesetz litt unter einer Reihe von Mängeln, die den sozialen Wohnungsbau in Deutschland belasteten:
- Den zahlreichen Berechtigten zum Bezug einer Sozialwohnung (im Jahr 1997 35 bis 40 % der gesamten westdeutschen Bevölkerung) standen nur vergleichsweise wenige öffentlich geförderte Wohnungen (2,1 Millionen im gleichen Zeitraum) gegenüber. Hierdurch fand letztlich doch eine – vom Gesetzgeber nicht gewollte – Selektion unter den Berechtigten statt, bei der bestimmte Bevölkerungsgruppen von vornherein geringere Chancen haben, eine öffentlich geförderte Wohnung tatsächlich beziehen zu können.
- Das Kostenmietprinzip führte zu aufwendigen und teuren Baumaßnahmen; Sozialwohnungen waren häufig überdurchschnittlich gut ausgestattet im Vergleich zum Altbau, da der Staat für einen Großteil der Kosten aufkam und somit keinerlei Anreiz zu kostengünstigem Bauen bestand. Die politisch gewollte Angleichung der Mieten in Ballungsräumen und dem ländlichen Raum führte zu einer extremen Verzerrung des Mietniveaus in Großstädten.
- Das Einkommen der Berechtigten wurde nur beim Einzug geprüft. Erhöhte sich das Einkommen nach Einzug, profitierten die Mieter weiterhin von den äußerst günstigen Mieten und hatten somit keinerlei Anreiz, in eine frei finanzierte und damit deutlich teurere Wohnung zu wechseln. Die 1981 eingeführte Fehlbelegungsabgabe konnte das Problem nicht angemessen lösen; 1993 waren 42 % der Bewohner von Sozialwohnungen Fehlbeleger.

Das Zweite Wohnungsbaugesetz trat 2002 außer Kraft. Während das Rahmenrecht zum sozialen Wohnungsbau in das neue Wohnraumförderungsgesetz übernommen wurde, fiel die Zuständigkeit für die Wohnraumförderung an die Länder, die allerdings noch bis 2019 Ausgleichszahlungen vom Bund für die entfallenden Bundeszuschüsse erhielten.